# 51. ročník udílení Zlatých glóbů
51. ročník udílení Zlatých glóbů probíhal dne 22. ledna 1994 v hotelu Beverly Hilton v Beverly Hills. Nominace byly oznámeny dne 22. prosince 1993.

## Vítězové a nominovaní

### Film
| Nejlepší film (drama) | Nejlepší film (komedie / muzikál) |
| --- | --- |
| Schindlerův seznam - Věk nevinnosti - Ve jménu otce - Piano - Soumrak dne | Mrs. Doubtfire – Táta v sukni - Dave - Mnoho povyku pro nic - Samotář v Seattlu - Tanec v srdci |
| Nejlepší herec (drama) | Nejlepší herečka (drama) |
| Tom Hanks – Philadelphia - Daniel Day-Lewis – Ve jménu otce - Harrison Ford – Uprchlík - Anthony Hopkins – Soumrak dne - Liam Neeson – Schindlerův seznam                                                                       | Holly Hunter – Piano - Juliette Binoche – Tři barvy: Modrá - Michelle Pfeifferová – Věk nevinnosti - Emma Thompson – Soumrak dne - Debra Winger – Nebezpečná žena                                     |
| Nejlepší herec (komedie / muzikál) | Nejlepší herečka (komedie / muzikál) |
| Robin Williams – Mrs. Doubtfire – Táta v sukni - Johnny Depp – Benny a Joon - Tom Hanks – Samotář v Seattlu - Kevin Kline – Dave - Colm Meaney – Nezvaný                                                                        | Angela Bassettová – Tina Turner - Stockard Channing – Šest stupňů odloučení - Anjelica Huston – Addamsova rodina 2 - Diane Keatonová – Tajemná vražda na Manhattanu - Meg Ryanová – Samotář v Seattlu |
| Nejlepší herec ve vedlejší roli | Nejlepší herečka ve vedlejší roli |
| Tommy Lee Jones – Uprchlík - Leonardo DiCaprio – Co žere Gilberta Grapea - Ralph Fiennes – Schindlerův seznam - – S nasazením života - Sean Penn – Carlitova cesta                                                              | Winona Ryder – Věk nevinnosti - Penelope Ann Miller – Carlitova cesta - Rosie Perez – Beze strachu - Anna Paquin – Piano - Emma Thompson – Ve jménu otce                                              |
| Nejlepší režie | Nejlepší scénář |
| Steven Spielberg – Schindlerův seznam - Jane Campion – Piano - Andrew Davis – Uprchlík - James Ivory – Soumrak dne - Martin Scorsese – Věk nevinnosti                                                                           | Schindlerův seznam – Steven Zaillian - Philadelphia – Ron Nyswaner - Piano – Jane Campion - Soumrak dne – Ruth Prawer Jhabvala - Prostřihy – Robert Altman a Frank Barhydt                            |
| Nejlepší filmová píseň | Nejlepší hudba |
| „Streets of Philadelphia“ –Bruce Springsteen – Philadelphia - „Again“ – Poetic Justice - „The Day I Fall in Love“ – Beethoven 2 - „Stay (Faraway, So Close!)“ – Tak daleko, tak blízko! - „Thief of Your Heart“ – Ve jménu otce | Nebe a země – Kitaro - Tři barvy: Modrá – Zbigniew Preisner - Ukradené Vánoce – Danny Elfman - Piano – Michael Nyman - Schindlerův seznam – John Williams                                             |
| Nejlepší cizojazyčný film | |
| Sbohem, má konkubíno (Hong Kong) - La corsa dell'innocente (Itálie) - Justice (Německo) - Tři barvy: Modrá (Francie) - Svatební hostina (Tchaj-wan)                                                                             | |

### Televize
| Nejlepší televizní seriál (drama) | Nejlepší televizní seriál (komedie) |
| --- | --- |
| - Policie New York - Doktorka Quinnová - Zákon a pořádek - Zapadákov - Picket Fences - Mladý Indiana Jones | - Show Jerryho Seinfelda - Frasier - Coach - Roseanne - Kutil Tim |
| Nejlepší herec v seriálu (drama) | Nejlepší herečka v seriálu (drama) |
| David Caruso – Policie New York - Michael Moriarty – Zákon a pořádek - Rob Morrow – Zapadákov - Carroll O'Connor – V žáru noci - Tom Skerritt – Picket Fences                                                         | Kathy Baker – Picket Fences - Jane Seymour – Doktorka Quinnová - Heather Locklear – Melrose Place - Janine Turner – Zapadákov - Sela Ward – Sisters |
| Nejlepší herec v seriálu (komedie / muzikál) | Nejlepší herečka v seriálu (komedie / muzikál) |
| Jerry Seinfeld – Show Jerryho Seinfelda - Tim Allen – Kutil Tim - Kelsey Grammer – Frasier - Craig T. Nelson – Coach - Will Smith – Fresh Prince                                                                      | Helen Hunt – Jsem do tebe blázen - Candice Bergen – Murphy Brown - Patricia Richardson – Kutil Tim - Roseanne Barr – Roseanne - Katey Sagal – Ženatý se závazky                                                                                          |
| Nejlepší minisérie nebo TV film | |
| Barbaři za branou - A kapela hrála dál - Columbo: Ve hře je všechno - Gypsy - Heidi, děvčátko z hor | |
| Nejlepší herec v minisérii nebo TV filmu | Nejlepší herečka v minisérii nebo TV filmu |
| James Garner – Barbaři za branou - Peter Falk – Columbo: Ve hře je všechno - Jack Lemmon – A Life in the Theatre - Matthew Modine – A kapela hrála dál - Peter Strauss – Men Don't Tell                               | Bette Midler – Gypsy - Helena Bonham Carter – Fatal Deception: Mrs. Lee Harvey Oswald - Faye Dunawayová – Columbo: Ve hře je všechno - Holly Hunter – Nepochybně pravdivá dobrodružství údajné texaské vražedkyně - Anjelica Huston – Rodinné fotografie |
| Nejlepší vedlejší herec v seriálu, minisérii nebo TV filmu | Nejlepší vedlejší herečka v seriálu, minisérii nebo TV filmu |
| Beau Bridges – Nepochybně pravdivá dobrodružství údajné texaské vražedkyně - Jason Alexander – Show Jerryho Seinfelda - Dennis Franz – Policie New York - John Mahoney – Frasier - Jonathan Pryce – Barbaři za branou | Julia Louis-Dreyfus – Show Jerryho Seinfelda - Ann-Margret – Queen - Cynthia Gibb – Gypsy - Cecilia Peck – Portrét - Theresa Saldana – The Commish |